# 摩尔体积
摩尔体积是指一摩尔物质的体积，其數學式定義如下：
{\displaystyle V_{m}={\frac {V}{n}}}
其中，{\displaystyle V_{m}}为摩尔体积，{\displaystyle V}为体积，{\displaystyle n}为物质的量(莫耳數)。莫耳體積通常會隨溫度壓力而變。

## 气体摩尔体积
0 ℃（273.15 K）、100 kPa（約0.987atm）称为标准状况(STP)。1摩尔的理想气体在STP下占有的体积为22.710954(64)L(CODATA 2018)。也就是说在标准状况下{\displaystyle V_{m}=22.710955} L/mol。
理想中一摩尔气体在标准溫度及一大气压（101.325 kPa, 1 atm）下的体积为22.4L，较精确的是：{\displaystyle V_{m}=22.41396954}L/mol。
使用时应注意：
1. 必须是在一定温度和压强下（101.325 kPa, 0℃）。
2. 此為理想氣體的結果，真實氣體的摩爾體積可能有所偏差。
3. 22.4升是个近似数值。
4. 单位是升/摩尔，而不是升。

单位物质的量的气体所占的体积叫做气体摩尔体积，理想狀況下，相同气体摩尔体积的气体其含有的粒子数也相同。气体摩尔体积不是固定不变的，它决定于气体所处的温度和压强。如在25度101千帕时气体摩尔体积为24.5升/摩尔
在外界条件相同的情况下，气体的摩尔体积相同。

气体摩尔体积{\displaystyle V_{m}}与{\displaystyle T}、{\displaystyle P}、{\displaystyle n}等之间关系　

1. 同温度、同压强下，{\displaystyle V}相同，则{\displaystyle N}相同，{\displaystyle n}相同
2. 同温度、同压强下，{\displaystyle {\frac {V_{1}}{V_{2}}}={\frac {n_{1}}{n_{2}}}={\frac {N_{1}}{N_{2}}}}
3. {\displaystyle PV=nRT}